# Liga Leumit 1957-1958 (pallacanestro)
La Liga Leumit 1957-1958 è stata la 4ª edizione del massimo campionato israeliano di pallacanestro maschile. La vittoria finale è stata ad appannaggio del Maccabi Tel Aviv.

## Risultati

### Stagione regolare
|     | Squadra               | G  | V  | P  | PF   | PS   | PF/PS | Pt | Qualificazione            |
| --- | --------------------- | -- | -- | -- | ---- | ---- | ----- | -- | ------------------------- |
| 1.  | Maccabi Tel Aviv      | 22 | 19 | 3  | 1337 | 968  | +369  | 41 |                           |
| 2.  | Hapoel Tel Aviv       | 22 | 19 | 3  | 1342 | 966  | +346  | 41 |                           |
| 3.  | Hapoel Holon          | 22 | 14 | 8  | 1313 | 1235 | +78   | 36 |                           |
| 4.  | Hapoel Haifa          | 22 | 13 | 9  | 1143 | 1119 | +24   | 35 |                           |
| 5.  | H. Mishmar HaEmek     | 22 | 13 | 9  | 1119 | 1141 | +58   | 35 |                           |
| 6.  | Mac. Darom Tel Aviv   | 22 | 12 | 10 | 1115 | 1087 | +28   | 34 |                           |
| 7.  | Maccabi Haifa         | 22 | 9  | 13 | 936  | 1079 | -143  | 31 |                           |
| 8.  | Maccabi Gerusalemme   | 21 | 10 | 11 | 1157 | 1265 | -108  | 31 |                           |
| 9.  | Hapoel Ashdot Ya'akov | 22 | 6  | 16 | 925  | 1070 | -145  | 28 |                           |
| 10. | Hapoel Gerusalemme    | 21 | 6  | 15 | 1041 | 1158 | -117  | 27 |                           |
| 11. | Maccabi Petah Tiqwa   | 22 | 5  | 17 | 1030 | 1204 | -174  | 27 | retrocesse in Liga Artzit |
| 12. | Hapoel Beit Alfa      | 22 | 5  | 17 | 1022 | 1238 | -216  | 27 | retrocesse in Liga Artzit |

| Liga Leumit 1957-1958      |
| -------------------------- |
| Maccabi Tel Aviv 4º titolo |

## Squadra vincitrice
|    | Naz.                                           | Ruolo | Sportivo           | Anno | Alt. |  |  |
| -- | ---------------------------------------------- | ----- | ------------------ | ---- | ---- |  |  |
| 1  | Israele (bandiera)                             | AG    | Abraham Hassid     | 1935 | 187  |  |  |
| 2  | Israele (bandiera)                             | AC    | Abraham Shneior    | 1928 | 186  |  |  |
| 3  | Israele (bandiera)                             |       | Aaron Kaplan       |      |      |  |  |
| 4  | Israele (bandiera)                             |       | Gideon Birenboim   |      |      |  |  |
| 5  | Israele (bandiera)                             | G     | David Frish        | 1935 | 187  |  |  |
| 6  | Israele (bandiera)                             | G     | Zohar Cohen        | 1934 | 177  |  |  |
| 7  | Israele (bandiera)                             |       | Jacob Milshtein    |      |      |  |  |
| 8  | Israele (bandiera)                             | G     | Itzhak Amar        | 1935 | 186  |  |  |
| 9  | Israele (bandiera)                             |       | Jacob Pinkes       |      |      |  |  |
| 10 | Israele (bandiera)                             |       | Freybach           |      |      |  |  |
| 11 | Germania Ovest (bandiera) · Israele (bandiera) | PG    | Ralph Klein        | 1931 | 186  |  |  |
| 12 | Israele (bandiera)                             | AP    | Shabtai Ben-Bassat | 1940 | 187  |  |  |
| 13 | Israele (bandiera)                             | C     | Tanhum Cohen-Mintz | 1939 | 204  |  |  |
|    | Israele (bandiera)                             | ALL   | Yehoshua Rozin     |      |      |  |  |